# Else Marie Pade
Else Marie Pade (* 2. Dezember 1924 in Aarhus; † 18. Januar 2016 in Gentofte Kommune) war eine dänische Komponistin.

## Leben
Pade wurde am Kongelige Danske Musikkonservatorium in Kopenhagen als Pianistin ausgebildet. Komposition studierte sie zunächst bei Vagn Holmboe und später bei Jan Maegaard, von dem sie Zwölftonmusik lernte.
1954 wurde sie die erste dänische Komponistin elektronischer und konkreter Musik (Bruland 2001). Sie arbeitete mit Pierre Schaeffer und Karlheinz Stockhausen sowie mit Pierre Boulez.
Pade war während des Zweiten Weltkrieges aktiv im Widerstand und wurde von 1944 bis zum Ende des Krieges im Internierungslager Frøslev interniert.